# Nyagwijima (vattendrag i Cankuzo)
Nyagwijima är ett vattendrag i Burundi.   Det ligger i provinsen Cankuzo, i den östra delen av landet, 160 km öster om huvudstaden Bujumbura.
I omgivningarna runt Nyagwijima växer huvudsakligen savannskog. Runt Nyagwijima är det ganska glesbefolkat, med 32 invånare per kvadratkilometer.